# Veckans Affärer
Veckans Affärer var en svensk ekonomitidskrift som utgavs åren 1965-2019 och ägdes av Bonnier och utgavs av Bonnier Business Press. 

## Historik
1958 hade Albert Bonnier Jr en idé till en ekonomitidskrift som skulle handla om hur enskilda personer lyckades i arbetslivet och om tips för privatekonomin. Den fick arbetsnamnet Möjligheter men förslaget föll redan efter att en dummy gjorts. Idén till en affärstidning återkom 1964 när Erik Westerberg, som ansvarade för specialtidningarna inom Åhlén & Åkerlund, ombads att ta fram ett förslag till tidning som riktade sig till företagsledare eller tjänstemän på direktionsnivå. Efter att Sifo för första gången gjort en läsvärdesundersökning på en tidning som ännu inte utgivits beslutades att tidningen skulle göras tillgänglig även för en läsekrets utanför den direkta målgruppen.   
Gustaf von Platen blev tjänstledig från Vecko-Journalen och tillträdde som Veckans Affärers förste chefredaktör. Första numret utkom i oktober 1965. Redan efter några månader hade upplagan stabiliserat sig kring 25 000 exemplar och nådde 45 000 exemplar 1977.
Efter ekonomiska problem minskades tidigare veckoutgivning till varannan vecka 2013 och från och med 2017 utkom tidskriften månadsvis.
Tidningen lades ned efter 2019. En rad av tidningens satsningar fanns dock kvar och utvecklades vidare under Dagens Industri. Detta gällde bl a Näringslivets mäktigaste kvinnor, som Veckans Affärer hade rankat årligen sedan 1999 i samband med internationella kvinnodagen.
Det finns dock andra utmärkelser som försvunnit och bland dem fanns innovationspriset Guldkuggen, Sveriges 101 supertalanger som utsågs i slutet av januari sedan 2007, svenska miljardärer sedan 1996 och Superföretagen tillsammans med Bisnode sedan 2005. "Superföretag" kallades företag som fyra år i rad klarade högt ställda krav på tillväxt, lönsamhet och avkastning på kapital.

## Redaktörer
Den förste chefredaktören var Gustaf von Platen. Bland chefredaktörerna genom åren märks Åke Liljefors, Bertil Torekull, Bengt Rydén, Åke Ortmark, Hasse Olsson, Karl Ahlenius, Johan Björkman, Henrik Frenkel, Christer Petersson, Mats Hallvarsson, Bengt Ericson, Mats Edman, Bernt Hermele, Weje Sandén, Pontus Schultz, Anna Körnung och åter Pontus Schultz samt Ulf Skarin (från 2012).. Åsa Uhlin utsågs till chefredaktör 2015.